# Remigia cubana
Remigia cubana là một loài bướm đêm trong họ Erebidae.